# 西牛背鹭
，又稱西方黃頭鷺，是鹈形目鹭科牛背鷺屬的一个种。

## 特征

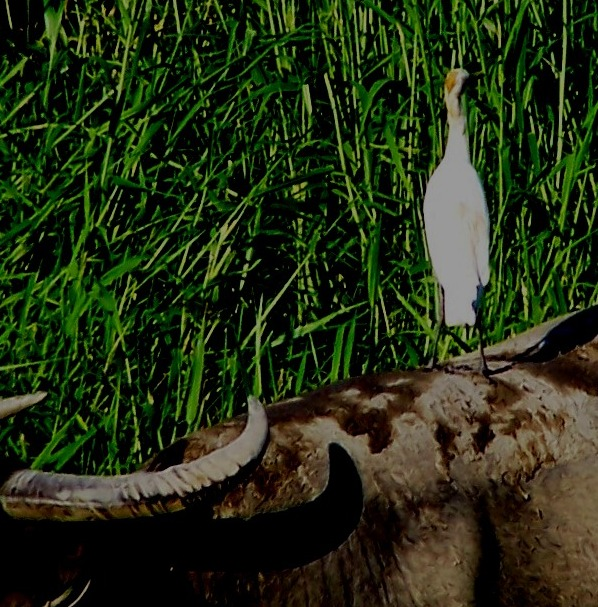
在水牛背上的牛背鹭

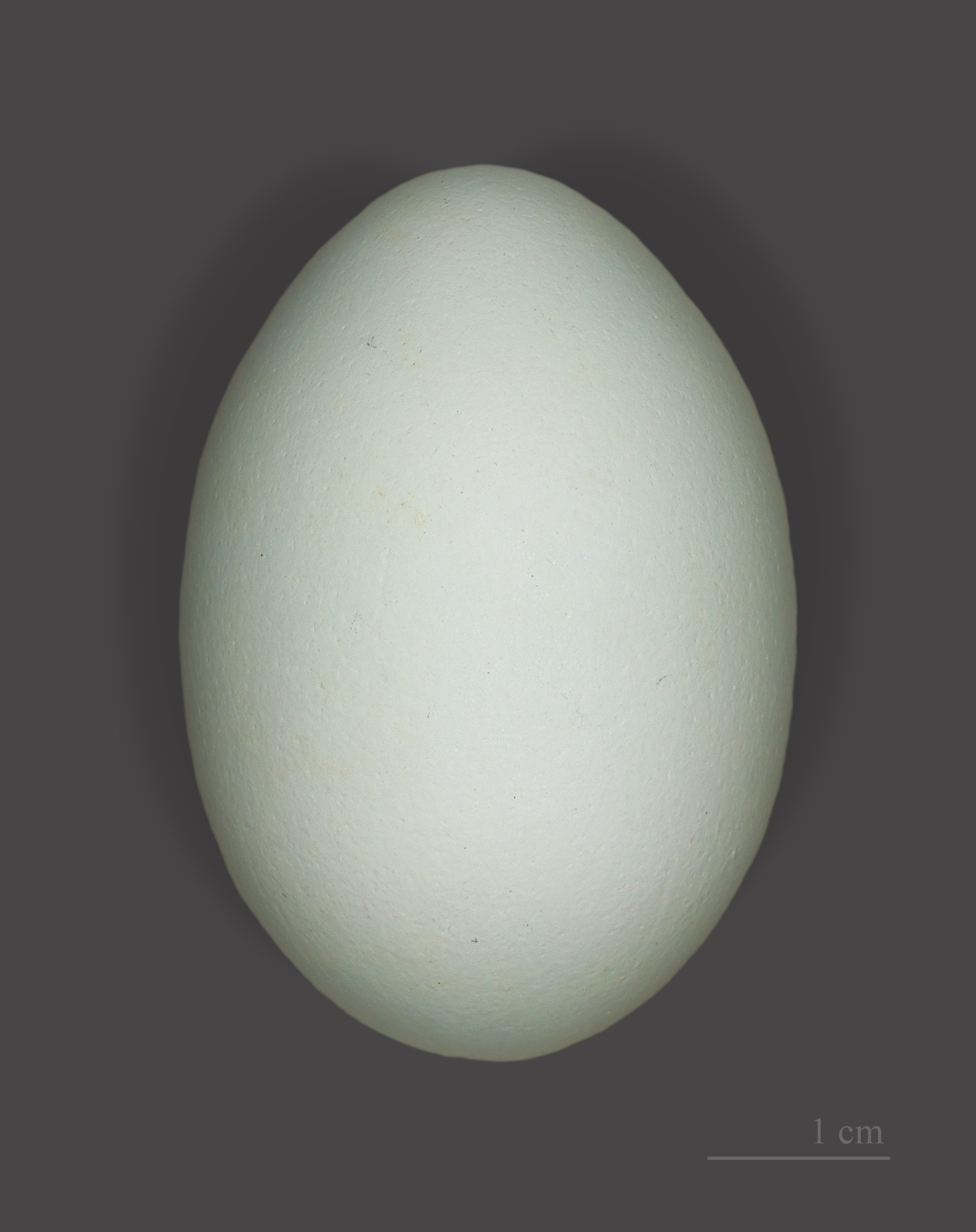
Bubulcus ibis

身长约51cm，与其他鹭的区别在体型较粗壮，颈较短而头圆，嘴较短厚。
- 繁殖羽：体白，头、颈、胸沾橙黄；虹膜、喙、腿及眼先短期呈亮红色，余时橙黄。
- 非繁殖羽：体白，仅部分鸟额部沾橙黄。虹膜－黄色；喙－黄色；脚－暗黄至近*黑。叫声－于巢区发出呱呱叫声，余时寂静无声。

## 习性
在濕地中較乾的地方出現，往往在水牛的背上，因為水牛背上會有寄生的蟲子，以及水牛吃草或犁田的時候，會驚動草叢裡的蟲子，牠就可以吃掉蟲，和水牛是互利共生的關係。隨著人類農作方式改變，大量農家已不再豢養水牛改以耕耘機進行犁田作業，西方黃頭鷺也跟著改成跟著耕耘機吃犁田後翻出來的蟲子。结群营巢於水上方。